# Ekholmsfjärden
Ekholmsfjärden (finska: Ekholmanselkä) är en fjärd i Finland. Den ligger i landskapet Egentliga Finland, i den sydvästra delen av landet, 110 km väster om huvudstaden Helsingfors.
Ekholmsfjärden avgränsas av Pettu i sydväst, Utö i väster, Storö i norr, Kvigoshalvön på fastlandet i öster och Bromarvlandet i sydöst. Den ansluter till Pettufjärden i sydväst och Bromarvsfjärden i söder via Korsuddshålet.